# Acatepec, Hidalgo
Acatepec är en ort i Mexiko.   Den ligger i kommunen Xochicoatlán och delstaten Hidalgo, i den sydöstra delen av landet, 160 km norr om huvudstaden Mexico City. Acatepec ligger 1 684 meter över havet och antalet invånare är 155.
Terrängen runt Acatepec är kuperad norrut, men söderut är den bergig. Acatepec ligger uppe på en höjd. Runt Acatepec är det ganska tätbefolkat, med 70 invånare per kvadratkilometer. Närmaste större samhälle är Zacualtipán, 14,9 km söder om Acatepec. I omgivningarna runt Acatepec växer i huvudsak städsegrön lövskog.